# Guldkorn (album av Pugh Rogefeldt)
Guldkorn är ett samlingsalbum av den svenske rockmusikern Pugh Rogefeldt, utgivet på skivbolaget Warner 2000.

## Låtlista
Där inte annat anges är låtarna skrivna av Pugh Rogefeldt.
1. "Här kommer natten"
2. "Små lätta moln"
3. "Surabaya Johnny" (Rogefeldt, Bertholt Brecht, övers. Anders Aleby)
4. "Föräldralåten"
5. "Jag är en liten pojk" (Rogefeldt, Bernt Staf)
6. "Jag har en guldgruva"
7. "Långsamma timmar"  ("Seems Like a Long Time", Ted Anderson, Rogefeldt)
8. "Bä bä vita lamm" (Alice Tegnér, Rogefeldt)
9. "Dinga linga Lena"
10. "Bolla och rulla"
11. "Hog Farm"
12. "Silver-Lona"
13. "Finns det lite stolthet kvar, finns det också hopp om bättring" ("Let's Make a Better World" (Earl King, Rogefeldt)
14. "Vandrar i ett regn"
15. "Nattmara"
16. "Bröllopsklockor"
17. "Snart kommer det en vind" (Ingemar Wallén, Rogefeldt)
18. "Vår kommunale man" ("Vigilante Man", Woody Guthrie, Rogefeldt)
19. "Gammeldags tro"

### Fotnoter
1. 1 2  ”Pugh Rogefeldt”. Svensk mediedatabas. Arkiverad från originalet den 20 maj 2025. https://web.archive.org/web/20250520224506/https://smdb.kb.se/catalog/search?q=pugh+rogefeldt&x=0&y=0. Läst 20 januari 2013.